# Folkert de Jong
Folkert de Jong (Egmond aan Zee, Bergen, 1972) és un artista neerlandès.
De Jong nasqué a Egmond aan Zee als Països Baixos. Fa escultures a gran escala i instal·lacions d'art. Les instal·lacions de De Jong són representacions d'escenes que inclouen figures humanes fetes amb materials com el poliuretà i l'Styrofoam; la seva obra té referències a l'horror de la guerra i els conflictes polítics.
Folkert de Jong està representat a la James Cohan Gallery, New York/Shanghai, Luis Adelantado Gallery, Valencia/Mèxic, Fons Welters Gallery, Amsterdam/Païos Baixos, André Simoens Gallery, Knokke/Bèlgica, Brand New Gallery, Milà/Itàlia, galerie dukan hourdequin, París/França i Saatchi Gallery, Londres/Regne unit.

## Exposicions

### En solitari (selecció)
2012
- The Immortals,[4] Glasgow International Festival of Visual Art, Mackintosh Museum, The Glasgow School of Art, Glasgow and galerie dukan hourdequin, Paris

2011
- Operation Harmony,[5] James Cohan Gallery, New York

2009
- Circle of Trust: Selected Works 2001-2009, Groninger Museum, Groningen

2007
- Les Saltimbanques, James Cohan Gallery, New York

2005
- Golden Dawn, Peres Projects, Los Angeles

2004
- Prix de Rome/Life's Illusions

### Exposicions en grup (selecció)
2012
- The Best of Times, The Worst of Times - Rebirth and Apocalypse in Contemporary Art, Kiev

2011
- Shape of Things to Come: New Sculpture,[6] The Saatchi Gallery, London

2010
- Hareng Saur: Ensor and Contemporary Art, SMAK, Ghent
- 17th Biennale of Sydney Arxivat 2010-11-26 a Wayback Machine., Sydney

2007
- Fractured Figure : Works from the Dakis Joannou Collection, Deste Foundation, Atenes

2006
- DARK, Museum Boijmans Van Beuningen, Rotterdam

## Premis (selecció)
2004
- KDR KunstRAI Prize, Amsterdam[7]

2003
- Prix de Rome, Escultura[8]

## Col·leccions
- Museu de Groninger, Groningen, Països Baixos
- Galerie Saatchi Collection, London, United Kingdom
- Museum Dhondt Dhaenens, Deurle, Bèlgica
- Musée des beaux-arts de Montréal, Québec, Canadà
- Museum Het Domein, Sittard, Països Baixos
- Los Angeles County Museum of Art, Los Angeles, United States
- Margulies Art Collection at the Warehouse, Miami, United States
- Gemeentemuseum Den Haag, The Hague, Països Baixos
- Hudson Valley Center for Contemporary Art, New York, United States
- Dakis Joannou Collection, Atenes, Grècia